# 平林盈淑
平林 盈淑（ひらばやし みつよし、1790年（寛政2年）- 1861年1月6日（万延元年11月26日））は、江戸時代後期の農民、経世家である。通称は文五右衛門（豊後右衛門とも）、号は桃泉。

## 経歴・人物
信濃国筑摩郡上生坂村（現長野県東筑摩郡生坂村）にて名主の子として生まれる。若くして父の後継者として、天領であった麻績や会田、川手、坂北の4地域の名主を務めた。この頃に生坂で生産されたタバコの生産や販売等に携わり、1825年（文政8年）には中山道内の八宿において生坂煙草の付け出しの訴訟における24ヵ所の村の総裁を務め、農民を指導した。子に平林信尹がいる。

## 主な著作物

### 主著
- 『家童訓論』
- 『家業始末記』

### その他の著書
- 『農業大全』
- 『家業大全』